# Bet365

A Bet365 egy online fogadásokat közvetítő brit cég, amely online sportfogadásokkal, illetve kaszinó típusú szerencsejátékokkal is foglalkozik. A sportfogadásra, a kaszinójátékokra és a pókerre a gibraltári kormánytól kapott engedélyt a cég, illetve a Gibraltári Fogadási és Szerencsejáték Társaság felügyeli azt. Az ausztráliai üzletet az ausztrál kormány északi része szabályozza és engedélyezi. A cég Stoke-on-Trent-i székháza mellett még rendelkezik további irodákkal az Egyesült Királyságban, Gibraltáron, Máltán, Bulgáriában és Ausztriában.

## Története
A Bet365-öt 2000-ben hozta létre Denise Coates Stoke-on-Trent-ben. Denise és csapata kifejlesztettek egy sportfogadásokkal foglalkozó felületet, amit 2001 márciusában üzembe helyeztek. A cég kölcsönt vett fel 15 millió font értékben az RBS-től, így 2005-ben eladták a Bet365 fogadó irodáit 40 millió fontért, hogy a kölcsönt visszafizethessék. Azóta a Bet365 a világ legnagyobb, szerencsejátékkal foglalkozó cégévé nőtte ki magát.
Danise Coates továbbra is az egyik vezérigazgatója a cégnek 50,1%-os részesedéssel. A testvére, John szintén vezérigazgató, együtt vezetik a céget apjukkal, aki a cég elnöke.

## Elismerések
2010-ben elnyerték az Év Operátora díjat, az eGaming Review Operator díjátadón. A Bet365 harmadik lett profitnövekedés alapján az angliai székhellyel rendelkező cégek közül. Ezen kívül a Bet365 az egyik leggyorsabban növekvő cég, amely rendelkezik saját technológiával, médiával és szolgáltatásokkal.
Az eGaming Review magazin első helyre sorolta a Bet365-öt mint a legnagyobb internetes játékokkal foglalkozó céget 2010-ben, 2011-ben és 2012-ben is, az évente összeírt Power 50 lista részeként. Denis Coates 2012-ben megkapta a CBE díjat tiszteletadás gyanánt a közösségért tett munkájáért. 2013 februárjában pedig a 100 legbefolyásosabb nő közé sorolták az Egyesült Királyságban a BBC rádió 4 Woman’s Hour keretein belül.

## Kritikák
Peter Coates, a Bet365 igazgatója élethosszig tartó támogatója az Angol Munkáspártnak, akiknek százezreket adományoz. Egy különösen nagy adomány éppen egybeesett a szerencsejátékokat korlátozó törvények lazításával és a televíziós reklámozás büntetésmentesítésével.
2014 októberében a The Guardian arról írt, hogy a cég olyan kínai lakosoktól fogadott téteket, akik nem felismerhető domainneveket használtak annak érdekében, hogy kikerüljék a kormány cenzúráját.
2016-ban  mintegy 2,75 millió dollár értékben büntették a céget félrevezető reklámokért, amelyek ingyen fogadásokat ígértek az embereknek.
Denise Coates lett a legtöbbet kereső vezető, úgy, hogy 217 millió fontot fizetett magának. 2019 januárjában a Bet365 lett a második legtöbbet adózó cég. Denise, John és Peter összesen 156 millió dollárt adózott ebből 99 milliót Denise egyedül.
Több alkalommal is előfordult már, hogy a cég nem volt hajlandó fizetni az állítólagos nyerteseknek. 2017-ben a cég nem volt hajlandó 1 millió font felett fizetni egy észak-írországi lóversenyfogadónak, így az ügyet bíróságra vitték. 2016-ban a cég nem fizetett ki 54 000 fontot egy fogadónak, ezt az esetet 2017-ben még mindig nem oldották meg. Szintén 2016-ban Ausztráliában a cég letiltotta egy játékos fiókját, illetve nem fizette ki a 200 000 dolláros nyereményét sem. Ezek csak e legkirívóbb esetek, ezeken kívül még számos hasonló esetet jelentettek a játékosok az interneten.
2019-től a weboldal nem lesz elérhető mintegy 47 országban világszerte. Az országok, amelyekben továbbra is elérhető lesz: Ausztrália, Ausztria, Argentína, Bulgária, Kanada, Kína, Horvátország, Dánia, Németország, Egyesült Királyság, Magyarország, Izland, Írország, Norvégia, Oroszország, Spanyolország, Svédország, Svájc, Málta és Gibraltár. A nem felsorolt országok szabályzása tiltja az online sportfogadásokat, így a cégnek nincs más választása, mint hogy megtiltja az oldal használatát a játékosoknak.

## Magyarországon
Ahhoz, hogy a weboldalt bárki használni tudja, be kell töltenie a 18. életévét. Ezután pedig regisztrációra is szükség van. Bár a weboldalt ma könnyedén elérhetjük Magyarországról is, nem volt ez mindig így. 2014-ben a Kúria kimondta, hogy az európai közösségi joggal ellentétes magyar szabályozás okán az engedély nélküli végzése miatt nem lehet szankciót alkalmazni. Ennek következménye az lett, hogy a szerencsejáték-felügyelet betiltotta Magyarország területéről a weboldal-elérést. Természetesen ez nem állíthatta meg az oldal magyar követőit, akik alternatív linkeken keresztül használták továbbra is az oldalt.
Ma már a Bet365 elérhető magyar nyelven is, így nem szükséges a használatához az angol nyelvtudás.
A Bet365-ön élőben követhetők a különböző sportágakban éppen aktuális versenyek eredményei, például a labdarúgás, tenisz, asztalitenisz, baseball, kosárlabda, lóverseny, röplabda és teremlabdarúgás kategóriákban.
A kaszinófelületen számos játék található, többek között nyerőgép, kártyajáték, asztali és videópóker kategóriában. A weboldal ezen kívül több akciót is kínál a játékosaiknak. A weboldal ezen kívül sorsolással elnyerhető pénzösszegekkel is kecsegtet, amelyekhez természetesen a regisztrálás és játék után csatlakozhatnak a játékosok.
A cég megjutalmazza azokat, akik rendszeresen igénybe veszik a szolgáltatásaikat, azzal, hogy hűségprogramot vezetnek, amelyben különböző szinteket érhetnek el a játékosok. Annak ellenére, hogy a weboldal akár függőséget okozó szolgáltatásokat ajánl tagjainak, feltünteti, hogy a felelősségteljes játékot tartják fontosnak. Külön felületet biztosítanak arra, hogy attól függően, milyen problémába ütközik egy-egy játékos, megtalálják a segítséget. Minden játékos korlátozhatja a befizetési limitjeit, tarthat játékszünetet, illetve ideiglenesen kitilthatják saját magukat a weboldalról.
Mivel a cég Magyarországon nem rendelkezett játékszervezői engedéllyel, 2023. december 4-én hatósági nyomásra zárolta a  fogadásokat és kivonult a magyar piacról. Így többé már nem lehet fogadni az oldalon.

## Fordítás
Ez a szócikk részben vagy egészben  a   Bet365 című angol Wikipédia-szócikk ezen változatának fordításán alapul.  Az eredeti cikk szerkesztőit annak laptörténete sorolja fel. Ez a jelzés csupán a megfogalmazás eredetét és a szerzői jogokat jelzi, nem szolgál a cikkben szereplő információk forrásmegjelöléseként.